# Top 12 2008/09
Die Top 12 2008/09 war die siebte französische Mannschaftsmeisterschaft im Schach der Frauen.
Meister wurde der Club de Clichy-Echecs-92, während der Titelverteidiger Club de Bischwiller rein sportlich als Vorletzter der Groupe A sogar abgestiegen wäre und nur dank zweier Rückzüge noch den Klassenerhalt erreichte. Aus der Nationale I waren der Club de Montpellier Echecs, Cercle d’Echecs de Strasbourg, der Club de Echiquiers Berry-Sologne und der Club de Reims Echec et Mat aufgestiegen. Rein sportlich erreichten Montpellier, Strasbourg und Berry-Sologne den Klassenerhalt, während Reims zusammen mit Bischwiller, dem Club de Lutèce Echecs und dem Club de Marseille Echecs hätten absteigen müssen. Da jedoch Montpellier und Berry-Sologne ihre Mannschaften zurückzogen, blieben Bischwiller und Reims noch in der Top 12.
Zu den gemeldeten Mannschaftskadern siehe Mannschaftskader der Top 12 2008/09.

## Spieltermine
Die Vorrunde fand statt vom 23. bis 25. Januar 2009 und wurde zentral in Montpellier ausgerichtet. Die Finalrunde wurde am 27. und 28. Juni in Villandry gespielt.

## Modus
Die zwölf teilnehmenden Vereine wurden in zwei Sechsergruppen (Groupe A und Groupe B) eingeteilt und spielten in diesen ein einfaches Rundenturnier. Über die Platzierung entschied zunächst die Anzahl der Mannschaftspunkte (3 Punkte für einen Sieg, 2 Punkte für ein Unentschieden, 1 Punkt für eine Niederlage, 0 Punkte für eine kampflose Niederlage), anschließend der direkte Vergleich, danach die Differenz zwischen Gewinn- und Verlustpartien und letztendlich die Zahl der Gewinnpartien. Die beiden Letzten jeder Gruppe stiegen in die Nationale I ab, während sich die beiden Ersten jeder Gruppe für die Finalrunde qualifizierten. Diese wurde im k.-o.-System ausgetragen, wobei auch der dritte Platz ausgespielt wurde.

## Vorrunde

### Gruppeneinteilung
Die 12 Mannschaften wurden wie folgt in die zwei Vorrunden eingeteilt:
| Groupe A                           | Groupe B                             |
| ---------------------------------- | ------------------------------------ |
| Club de Bischwiller (1)            | Club de Vandœuvre-Echecs (2)         |
| C.E. de Bois-Colombes (4)          | Club de Clichy-Echecs-92 (3)         |
| Club de Marseille Echecs (B3)      | Club de Lutèce Echecs (A3)           |
| Club de L’Echiquier Naujacais (A4) | Club de Mulhouse Philidor (B4)       |
| Club de Montpellier Echecs (N)     | Club de Echiquiers Berry-Sologne (N) |
| Cercle d’Echecs de Strasbourg (N)  | Club de Reims Echec et Mat (N)       |

Anmerkung: Die Vorjahresplatzierung sowie die zugehörige Gruppe wird eingeklammert angegeben. Bei den vier Halbfinalisten ist die genaue Platzierung (zwischen 1 und 4) angegeben, bei den Aufsteigern „N“.

### Groupe A
Die Entscheidungen sowohl über den Einzug ins Halbfinale als auch gegen den Abstieg fielen erst in der letzten Runde.

#### Abschlusstabelle
| Pl. | Verein                            | Sp | G | U | V | MP | Brett-P. |
| --- | --------------------------------- | -- | - | - | - | -- | -------- |
| 01. | C.E. de Bois-Colombes             | 5  | 3 | 2 | 0 | 13 | 9:5      |
| 02. | Club de Montpellier Echecs (N)    | 5  | 2 | 2 | 1 | 11 | 7:6      |
| 03. | Club de L’Echiquier Naujacais     | 5  | 2 | 1 | 2 | 10 | 7:7      |
| 04. | Cercle d’Echecs de Strasbourg (N) | 5  | 2 | 1 | 2 | 10 | 7:7      |
| 05. | Club de Bischwiller (M)           | 5  | 1 | 1 | 3 | 8  | 5:7      |
| 06. | Club de Marseille Echecs          | 5  | 1 | 1 | 3 | 8  | 4:7      |

#### Entscheidungen
|     | qualifiziert für das Halbfinale: C.E. de Bois-Colombes, Club de Montpellier Echecs                         |
|     | Absteiger in die Nationale II: Club de Montpellier Echecs (freiwilliger Rückzug), Club de Marseille Echecs |
| (M) | Meister der letzten Saison                                                                                 |
| (N) | Aufsteiger der letzten Saison                                                                              |

#### Kreuztabelle
| Ergebnisse | Ergebnisse                    | 01. | 02. | 03. | 04. | 05. | 06. |
| ---------- | ----------------------------- | --- | --- | --- | --- | --- | --- |
| 01.        | C.E. de Bois-Colombes         |     | 1:1 | 2:0 | 2:2 | 2:1 | 2:1 |
| 02.        | Club de Montpellier Echecs    | 1:1 |     | 2:1 | 1:2 | 2:1 | 1:1 |
| 03.        | Club de L’Echiquier Naujacais | 0:2 | 1:2 |     | 2:1 | 1:1 | 3:1 |
| 04.        | Cercle d’Echecs de Strasbourg | 2:2 | 2:1 | 1:2 |     | 2:1 | 0:1 |
| 05.        | Club de Bischwiller           | 1:2 | 1:2 | 1:1 | 1:2 |     | 1:0 |
| 06.        | Club de Marseille Echecs      | 1:2 | 1:1 | 1:3 | 1:0 | 0:1 |     |

### Groupe B
Während die beiden Halbfinalplätze schon vor der letzten Runde vergeben waren, fiel die Entscheidung über den Abstieg erst in der letzten Runde.

#### Abschlusstabelle
| Pl. | Verein                               | Sp | G | U | V | MP | Brett-P. |
| --- | ------------------------------------ | -- | - | - | - | -- | -------- |
| 01. | Club de Clichy-Echecs-92             | 5  | 5 | 0 | 0 | 15 | 13:3     |
| 02. | Club de Vandœuvre-Echecs             | 5  | 4 | 0 | 1 | 13 | 12:2     |
| 03. | Club de Mulhouse Philidor            | 5  | 2 | 1 | 2 | 10 | 7:7      |
| 04. | Club de Echiquiers Berry-Sologne (N) | 5  | 2 | 0 | 3 | 9  | 5:8      |
| 05. | Club de Reims Echec et Mat (N)       | 5  | 1 | 1 | 3 | 8  | 5:10     |
| 06. | Club de Lutèce Echecs                | 5  | 0 | 0 | 5 | 5  | 3:15     |

#### Entscheidungen
|     | qualifiziert für das Halbfinale: Club de Clichy-Echecs-92, Club de Vandœuvre-Echecs                          |
|     | Absteiger in die Nationale I: Club de Echiquiers Berry-Sologne (freiwilliger Rückzug), Club de Lutèce Echecs |
| (N) | Aufsteiger der letzten Saison                                                                                |

#### Kreuztabelle
| Ergebnisse | Ergebnisse                       | 01. | 02. | 03. | 04. | 05. | 06. |
| ---------- | -------------------------------- | --- | --- | --- | --- | --- | --- |
| 01.        | Club de Clichy-Echecs-92         |     | 2:1 | 2:1 | 2:0 | 4:0 | 3:1 |
| 02.        | Club de Vandœuvre-Echecs         | 1:2 |     | 2:0 | 2:0 | 3:0 | 4:0 |
| 03.        | Club de Mulhouse Philidor        | 1:2 | 0:2 |     | 2:1 | 1:1 | 3:1 |
| 04.        | Club de Echiquiers Berry-Sologne | 0:2 | 0:2 | 1:2 |     | 2:1 | 2:1 |
| 05.        | Club de Reims Echec et Mat       | 0:4 | 0:3 | 1:1 | 1:2 |     | 3:0 |
| 06.        | Club de Lutèce Echecs            | 1:3 | 0:4 | 1:3 | 1:2 | 0:3 |     |

## Endrunde

### Übersicht
|  | Halbfinale                 | Halbfinale            |                            |   | Finale | Finale |
|  |                            |                       |                            |   |        |        |
|  | Club de Clichy-Echecs-92   | 4                     |                            |   |        |        |
|  | Club de Montpellier Echecs | 0                     |                            |   |        |        |
|  |                            |                       |                            |   |        |        |
|  |                            |                       |                            |   |        |        |
|  | Club de Clichy-Echecs-92   | 3                     |                            |   |        |        |
|  |                            | C.E. de Bois-Colombes | 1                          |   |        |        |
|  |                            |                       |                            |   |        |        |
|  | Spiel um Platz drei        |                       |                            |   |        |        |
|  |                            |                       | Club de Montpellier Echecs | 0 |        |        |
|  | C.E. de Bois-Colombes      | 3                     | Club de Vandœuvre-Echecs   | 3 |        |        |
|  | Club de Vandœuvre-Echecs   | 0                     |                            |   |        |        |

### Entscheidungen
|  | Französischer Mannschaftsmeister: Club de Clichy-Echecs-92 |

### Halbfinale
Beide Halbfinalwettkämpfe sahen klare Entscheidungen. Während Clichy gegen Montpellier deutlich favorisiert war, ließ die Papierform zwischen Bois-Colombes und Vandœvre einen knappen Ausgang erwartet.

### Finale und Spiel um Platz 3
Sowohl im Finale als auch im Spiel um Platz 3 konnten sich die Favoriten deutlich durchsetzen.

## Die Meistermannschaft
| 1.            | Club de Clichy-Echecs-92                                                                                  |
| Schachfiguren | Almira Scripcenco, Marlies Bensdorp, Emilie Marchadour, Maha Eid, Isabelle Bonvalot, Antoaneta Stefanowa. |